# Ахитув (сын Амарии)
Ахитув, или Ахитуб (др.-евр. אֲחִיטוּב ‬ или ‬; лат. ; «брат благости»; «дорогой друг», «дорогой брат»), — библейский персонаж из Ветхого Завета; сын Амарии и отец первосвященника Садока.
По мнению авторов ЕЭБЕ, возможно, он тождествен с другим Ахитувом (1Цар. 14:3).

## Жизнеописание
Ахитув — сын Амарии (1Пар. 6:8). Как сын Амарии и отец Садока, он цитируется в многочисленных генеалогических таблицах (I Хрон., 5, 33, 34; 1Пар. 18:16; Езд. 7:2).
Ахитув упоминается в качестве отца первосвященника Садока (Цадока), который станет отцом для Ахимааса (2Цар. 8:17) и занимавшего пост первосвященника в царствование Давида.
Его потомок и тёзка в седьмом колене также имел сына Садока, который станет отцом для Селлума (1Пар. 6:12).